# عشبة الدباغين اليابانية
عشبة الدباغين اليابانية أو رَدُول اليابان نوعٌ من جنس عشبة الدباغين. أزهارها وردية اللون. ثمارها تمر بمختلف مشح الأحمر إلى أن تنتهي عند الإدراك بالحمرة السمراء اللامعة.